# SMS Roon
SMS Roon là chiếc dẫn đầu của lớp tàu tuần dương bọc thép mang tên nó của Hải quân Đế quốc Đức. Con tàu được chấp thuận chế tạo theo đạo luật Hải quân thứ hai năm 1902, và được chế tạo tại Xưởng tàu Đế chế ở Kiel với phí tổn 15,3 triệu Mác. Con tàu được đặt tên theo Albrecht von Roon, vị tướng và là nhà hoạt động chính trị người Phổ. Nó có trọng lượng choán nước 9.875 tấn (9.719 tấn Anh; 10.885 tấn Mỹ) và được trang bị dàn pháo chính bao gồm bốn khẩu pháo 21 cm (8,3 in) SK L/40; nó đạt được tốc độ tối đa 20,4 kn (37,8 km/h; 23,5 mph).
Con tàu tham gia nhiều hoạt động tác chiến trong Chiến tranh Thế giới thứ nhất, bao gồm cuộc bắn phá Scarborough, Hartlepool và Whitby, nơi nó hoạt động như lực lượng trinh sát cho thành phần chủ lực của Hạm đội Biển khơi Đức. Roon cũng tham gia các hoạt động tại biển Baltic, bao gồm một trận chiến vào tháng 7 năm 1915 chống lại các tàu tuần dương của Hải quân Nga cùng các nhiệm vụ bắn phá bờ biển. Từ năm 1916, Roon được sử dụng như một lườn tàu huấn luyện và trại lính tại Kiel cho đến khi chiến tranh kết thúc. Một dự định đặt ra nhằm cải biến nó thành một tàu chở thủy phi cơ, nhưng kế hoạch cuối cùng bị hủy bỏ; con tàu bị rút khỏi Đăng bạ Hải quân năm 1920 và bị tháo dỡ sau đó.

## Thiết kế và chế tạo

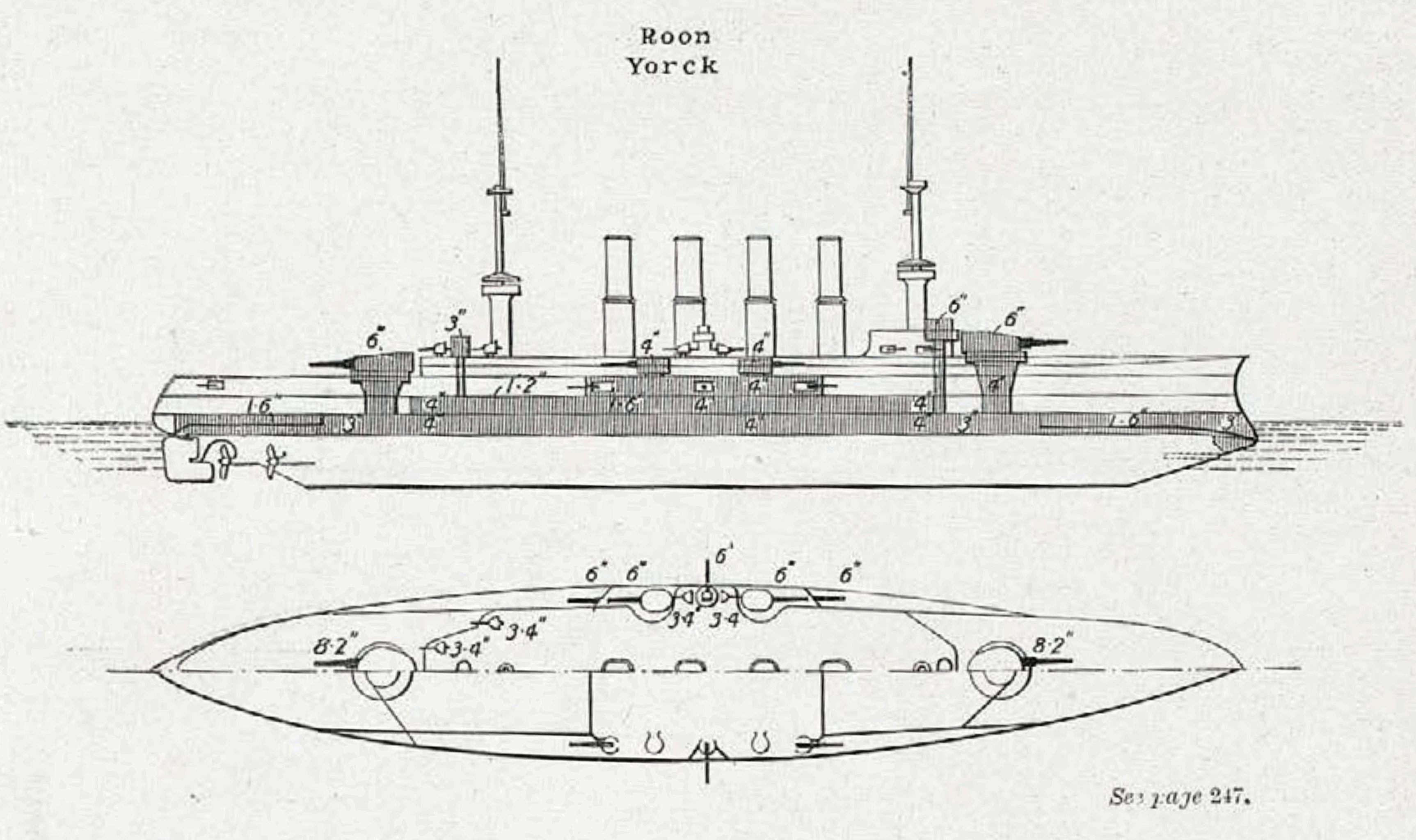
Sơ đồ lớp tàu tuần dương lớp Roon

Roon được đặt hàng dưới cái tên tạm thời Ersatz Kaiser như là sự thay thế cho chiếc tàu frigate bọc sắt cũ Kaiser, vốn được đổi tên thành Uranus và sử dụng như một tàu cảng. Nó được đóng tại Xưởng tàu Đế chế ở Kiel dưới số hiệu chế tạo 28. Nó được đặt lườn vào năm 1902 và hạ thủy vào ngày 27 tháng 6 năm 1903. Công việc trang bị hoàn thiện bị kéo dài, nhưng cuối cùng cũng hoàn tất vào ngày 5 tháng 4 năm 1906, và được đưa ra hoạt động cùng Hải quân Đế quốc Đức (Kaiserliche Marine) cùng ngày hôm đó. Nó đã làm tiêu tốn của Chính phủ Đế quốc Đức 15.345.000 Mác.
Roon có trọng lượng choán nước tiêu chuẩn 9.087 t (8.943 tấn Anh; 10.017 tấn Mỹ) và lên đến 9.875 t (9.719 tấn Anh; 10.885 tấn Mỹ) khi đầy tải; với một chiều dài 126,5 m (415 ft), mạn thuyền rộng 19,6 m (64 ft) và độ sâu của mớn nước là 7,43 m (24,4 ft) phía trước. Nó được vận hành bởi ba động cơ hơi nước ba buồng bành trướng, tạo một công suất tổng cộng 17.272 mã lực chỉ (12.880 kW) và đạt đến tốc độ tối đa khi chạy thử máy là 20,4 kn (37,8 km/h; 23,5 mph). Nó chở theo cho đến 1.630 t (1.600 tấn Anh; 1.800 tấn Mỹ) than, cho phép có tầm hoạt động tối đa 5.080 hải lý (9.410 km; 5.850 mi) khi di chuyển ở tốc độ đường trường 12 kn (22 km/h; 14 mph).
Nó được trang bị bốn khẩu pháo 21 cm (8,3 in) SK L/40 bố trí trên hai tháp pháo nòng đôi, gồm một phía trước và một phía sau cấu trúc thượng tầng. Dàn pháo hạng hai bao gồm mười khẩu 15 cm (5,9 in) và mười bốn khẩu 8,8 cm (3,5 in); bốn ống phóng ngư lôi ngầm 45 cm (18 in) được phân bố gồm một trước mũi, một phía đuôi và một mỗi bên mạn.

## Lịch sử hoạt động

### Các hoạt động trước chiến tranh

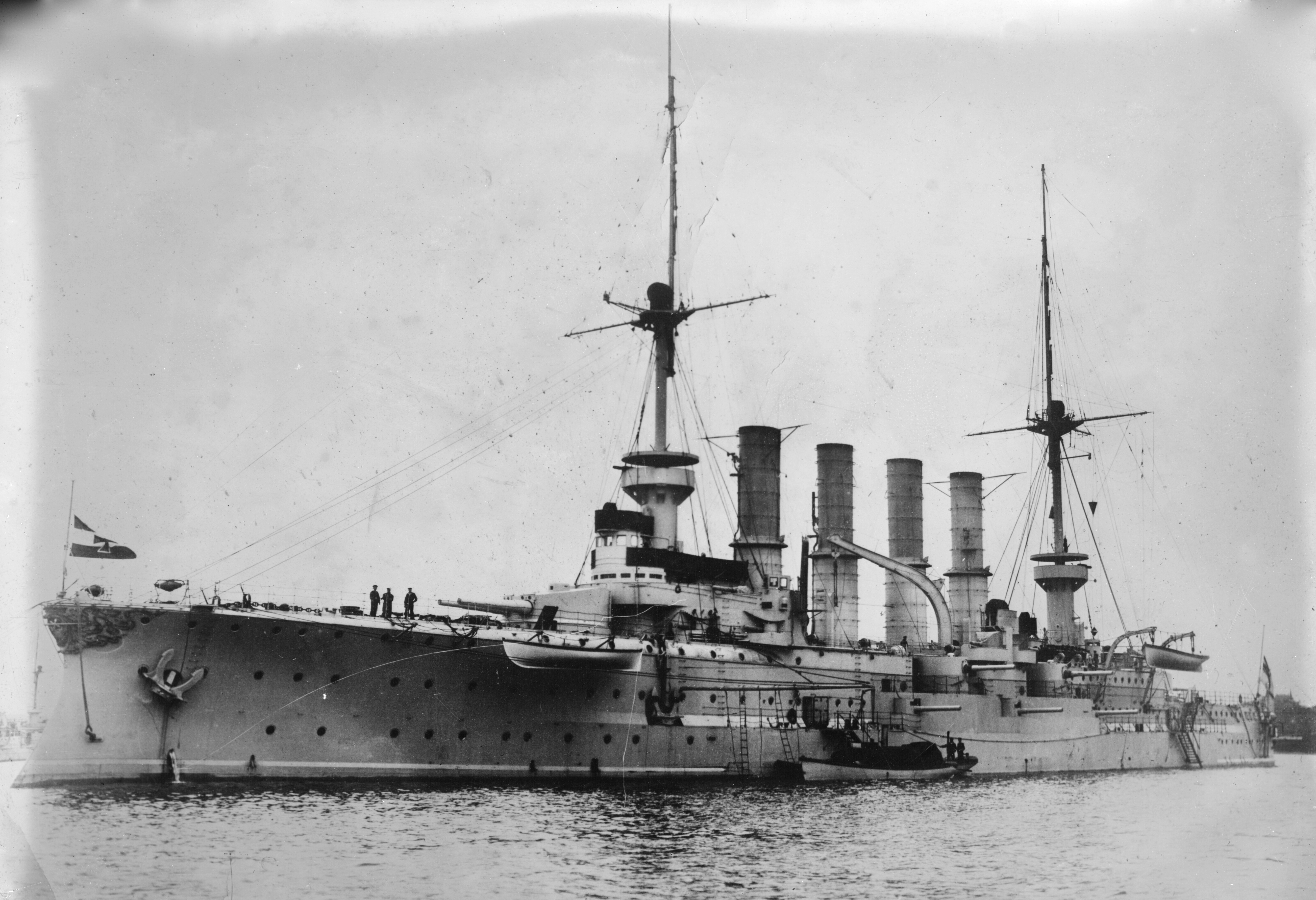
Một ảnh trước chiến tranh của SMS Roon, rất có thể được chụp vào dịp nó viếng thăm Hoa Kỳ năm 1907.

Roon được đặt lườn vào tháng 8 năm 1902 và hạ thủy vào tháng 6 năm 1903, nơi ngài Tổng thanh tra Alfred von Waldersee được cử đỡ đầu cho con tàu. Nó hoàn tất vào ngày 5 tháng 4 năm 1906 với chi phí 15.345.000 Mác. Vào tháng 4 năm 1907, Roon cùng với tàu tuần dương hạng nhẹ Bremen lên đường đi Hoa Kỳ tham gia lễ hội kỷ niệm những người dân thuộc địa đầu tiên đặt chân lên vịnh Chesapeake vào ngày 26 tháng 4. Ngoài đại biểu Đức, hạm đội quốc tế còn bao gồm các tàu chiến đến từ Anh Quốc, Nhật Bản, Áo-Hung, Pháp, Ý và nhiều nước khác.
Năm 1908, Roon phục vụ như là soái hạm của Chuẩn đô đốc Jacobsen trong Đội 2 của Hải đội Tuần tiễu thuộc Hạm đội Biển khơi Đức, cùng với con tàu chị em Yorck. Roon được cho ngừng hoạt động vào năm 1911 sau khi bàn giao vai trò soái hạm Đội tuần tiễu cho chiếc tàu chiến-tuần dương mới Moltke vào ngày 30 tháng 9. Tuy nhiên, nó được cho hoạt động trở lại khi Chiến tranh Thế giới thứ nhất có nguy cơ bùng nổ. Vào lúc xung đột nổ ra, Roon đảm nhiệm vai trò soái hạm của Đội tuần tiễu 3; vào ngày 3 tháng 11 năm 1914, nó tham gia chiến dịch bắn phá Yarmouth.

### Bắn phá Scarborough, Hartlepool và Whitby

Bản đồ mô tả vị trí các lực lượng khác nhau khi Hạm đội Đức rút lui khỏi khu vực bờ biển Anh. Vào lúc này, Roon bảo vệ đoạn hậu cho Hạm đội Biển khơi.

Một tháng sau, vào ngày 15-16 tháng 12 năm 1914, nó lại tham gia cuộc bắn phá Scarborough, Hartlepool và Whitby. Cùng với tàu tuần dương bọc thép Prinz Heinrich, Roon được phân công trinh sát cho thành phần chủ lực của Hạm đội Biển khơi, vốn làm nhiệm vụ hỗ trợ từ xa cho các tàu chiến-tuần dương dưới quyền Chuẩn đô đốc Franz von Hipper tiến hành bắn phá. Trong chiến dịch, Roon và các tàu khu trục phối thuộc đụng độ với lực lượng hộ tống Anh; lúc 06 giờ 16, Roon bắt gặp Lynx và Unity nhưng cả hai bên đã không nổ súng và lẩn tránh nhau. Sau những báo cáo về việc xuất hiện tàu khu trục Anh của Roon cũng như của Hamburg, Đô đốc Friedrich von Ingenohl, Tư lệnh Hạm đội Biển khơi, ra lệnh cho thành phần chủ lực, tức các hải đội chiến trận, quay trở về các cảng Đức. Vào lúc này, Roon và các tàu khu trục của nó trở thành lực lượng hậu vệ cho Hạm đội Biển khơi.
Đến 06 giờ 59 phút, lúc này có sự tham gia của các tàu tuần dương hạng nhẹ Stuttgart và Hamburg, Roon đụng độ với các tàu khu trục dưới quyền Trung tá Hải quân Loftus William Jones. Jones bám theo Roon cho đến 07 giờ 40 phút, lúc Stuttgart và Hamburg được cho tách ra để đánh chìm những đối thủ bám theo; nhưng đến 08 giờ 02 phút, Roon ra tín hiệu cho hai chiếc tuần dương ra mệnh lệnh hủy bỏ cuộc truy đuổi để rút lui cùng với phần còn lại của Hạm đội Biển khơi. Trước đó lúc 07 giờ 55 phút, Đô đốc David Beatty nhận được báo cáo về vị trí của Roon, và với ý định chặn đánh các tàu tuần dương Đức, đã phái New Zealand đi truy đuổi trong khi ba tàu chiến-tuần dương khác dưới quyền theo sau cách một khoảng. Đến 09 giờ 00, Beatty biết được tin các tàu chiến-tuần dương Đức đang bắn phá Hartlepool, nên quyết định từ bỏ việc truy đuổi Roon hướng về phía các tàu chiến-tuần dương Đức.

### Hoạt động tại biển Baltic
Vì Roon và các tàu tuần dương bọc thép khác thuộc Đội Tuần tiễu 3 đều chậm và không có vỏ giáp đủ dày, Đô đốc Reinhard Scheer cho rằng chúng không phù hợp để phục vụ ở Bắc Hải. Vì thế, từ tháng 4 năm 1915, nó hoạt động tại biển Baltic, tham gia nhiều nhiệm vụ bắn phá. Vào ngày 11 tháng 5, tàu ngầm Anh E9 nhìn thấy Roon cùng nhiều tàu chiến khác trên đường đi đến Libau vốn vừa bị lục quân Đức chiếm. E9 đã phóng năm quả ngư lôi nhắm vào hải đội Đức; hai quả đã lướt qua phía đuôi Roon và ba quả khác cũng trượt khỏi mục tiêu.

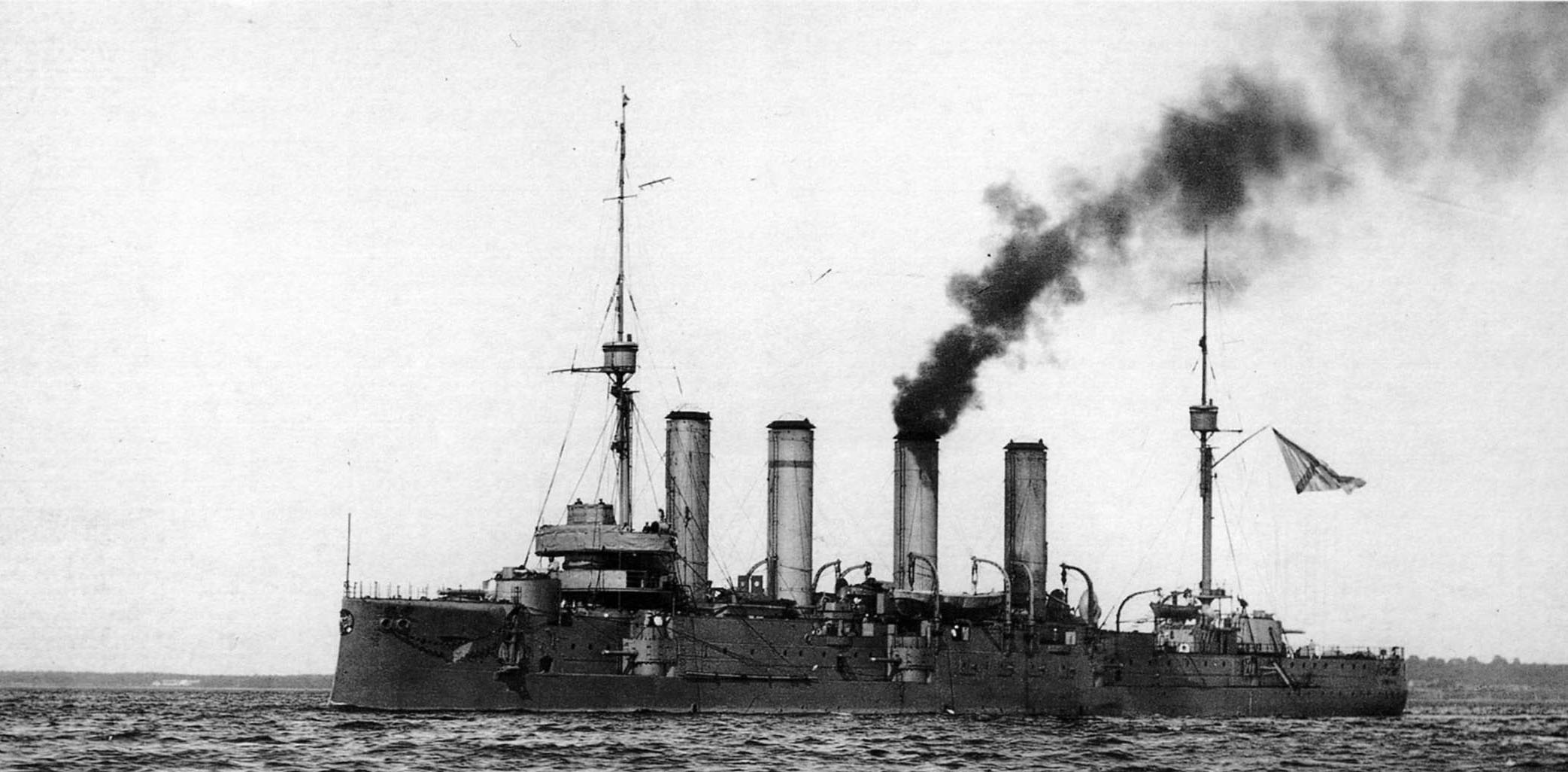
Tàu tuần dương Nga Admiral Makarov

Vào ngày 2 tháng 7, Roon tham gia một cuộc đụng độ với các tàu tuần dương Nga ngoài khơi bờ biển Gotland, Thụy Điển. Tàu tuần dương hạng nhẹ Augsburg và ba tàu khu trục đã hộ tống cho chiếc tàu rải mìn Albatross khi chúng bị tấn công bởi một lực lượng bốn tàu tuần dương Nga, bao gồm các tàu tuần dương bọc thép Bayan và Admiral Makarov cùng các tàu tuần dương hạng nhẹ Bogatyr và Oleg. Augsburg chạy thoát trong khi các tàu khu trục bảo vệ cho việc rút lui của Albatross, nên bị hư hại nặng và bị buộc phải tìm tị nạn tại vùng biển trung lập của Thụy Điển. Roon và tàu tuần dương hạng nhẹ Lübeck được gửi đến giúp đỡ các tàu khu trục bị bao vây; khi đến nơi, Roon đụng độ với Bayan trong khi Lübeck khai hỏa nhắm vào Oleg. Không lâu sau đó, tàu tuần dương Nga Rurik cùng một tàu khu trục đến tăng cường cho lực lượng Nga. Trong cuộc đấu pháo diễn ra sau đó, Roon bị bắn trúng nhiều lần và các con tàu Đức bị buộc phải rút lui.
Vào ngày 10 tháng 8, Roon và Prinz Heinrich tiến hành bắn phá các vị trí của quân Nga tại Zerel thuộc bán đảo Sworbe. Nhiều tàu khu trục Nga đang thả neo ngoài khơi Zerel đã hoàn toàn bị bất ngờ trước các con tàu Đức, và một chiếc trong số chúng bị đánh hư hại.

### Các hoạt động sau cùng
Tin tức tình báo mù mịt về đối thủ trong chiến tranh khiến Hải quân Hoàng gia nhiều lần nhận nhầm những con tàu khác là Roon. Ngày 16 tháng 2 năm 1916, Roon được cho là bị một tàu tuần dương Anh chiếm được tại Bắc Đại Tây Dương. Con tàu còn được cho là đã tham gia trận Jutland trong vai trò soái hạm của lực lượng hộ tống cho thành phần chủ lực Hạm đội Biển khơi. Những sai lầm này xuất hiện trong các công trình nghiên cứu lịch sử xuất bản không lâu sau Chiến tranh Thế giới thứ nhất, nhưng sau này được hiệu đính lại.
Vào tháng 11 năm 1916, Roon được giải giáp và cải biến thành một tàu huấn luyện và tàu nghỉ ngơi. Neo đậu tại Kiel, nó phục vụ trong vai trò này cho đến năm 1918. Trước đó Hải quân Đức đã tiến hành các thử nghiệm với tàu chở thủy phi cơ, kể cả trước đó đã cải biến chiếc tàu tuần dương hạng nhẹ cũ Stuttgart vào năm 1918 để hoạt động cùng hạm đội. Tuy nhiên, Stuttgart chỉ có khả năng mang theo hai máy bay nên không có khả năng hỗ trợ hạm đội. Kết quả là một kế hoạch được vạch ra nhằm cải biến Roon thành tàu chở thủy phi cơ với khả năng mang theo bốn máy bay. Dàn pháo chính của nó sẽ được tháo dỡ, thay thế chỉ với sáu khẩu pháo 15 cm và sáu khẩu 8,8 cm phòng không; một hầm chứa lớn dành cho thủy phi cơ được trang bị phía sau cấu trúc thượng tầng chính. Thuy nhiên, kế hoạch không được tiến hành, chủ yếu do Hải quân Đức tiến hành trinh sát chủ yếu dựa trên khí cầu zeppelin thay vì sử dụng thủy phi cơ. Roon được rút khỏi đăng bạ hải quân vào ngày 25 tháng 11 năm 1920 và bị tháo dỡ vào năm tiếp theo tại Kiel-Nordmole.